# Paul Birckel
Paul Birckel, né le 25 octobre 1938 sur les rivages du Lac Kluane et mort le 8 juillet 2021 à Whitehorse, est un homme d'affaires du XXe siècle, homme politique du Yukon (Canada) et chef amérindien de la nation Champagne-Aishihik.

## Biographie
Il est le fils de Paul Birckel originaire d'Alsace né en 1903 né à Rombach-le-Franc qui est parti  en 1930 pour rejoindre les frères Louis et Eugène Jacquot qui ont émigré au Canada en 1896 qui se sont ensuite implantés dans la province canadienne du Yukon où ils participeront à la ruée vers l'or. Paul Birckel junior s'est particulièrement fait remarquer en défendant les intérêts des indiens du Yukon auprès du gouvernement central d'Ottawa. Travaillant comme prospecteur, il deviendra collaborateur dans des sociétés pétrolières de l’Alberta et de la Saskatchewan et pendant seize ans à la Yukon Electrical Company Limited où il fut chargé de la maintenance. 
En 1978 il est élu chef de la première nation Champagne-Aishihik à Haines Junction au Yukon dont il défendra les intérêts jusqu'en 1998. Il a participé aux négociations avec Ottawa pour défendre les intérêts des indiens de la tribu Champagne. À cette occasion Ottawa adopta une loi octroyant aux 1200 membres des nations Champagne et Aishinik, 27 millions de dollars canadiens et 2 400 km2 de territoire dans le Yukon.
Fort apprécié dans le milieu politique et des affaires et promoteur de plusieurs entreprises commerciales prospères(exploitations forestières manufactures de bois) M. Birckel a également été directeur administratif du Conseil des Indiens de la province du Yukon. 
Il a reçu plusieurs distinctions, notamment le prix du meilleur homme d’affaires de l’année remis par la Chambre de commerce du Yukon ainsi que le prix national d’excellence décerné à des Autochtones et la prime du mérite pour son travail dans la fonction publique du commissaire du Yukon.

## Articles de presse
- L'Alsace des 9 et 10 juin 1994 - Le chef indien est originaire de Rombach-le-Franc par Marie-Christine Salbert et Denis Ritzenthaler
- L'Alsace du 11 septembre 2008 - Paul Birckel tente aussi l'aventure, p.31